# Muranoglas

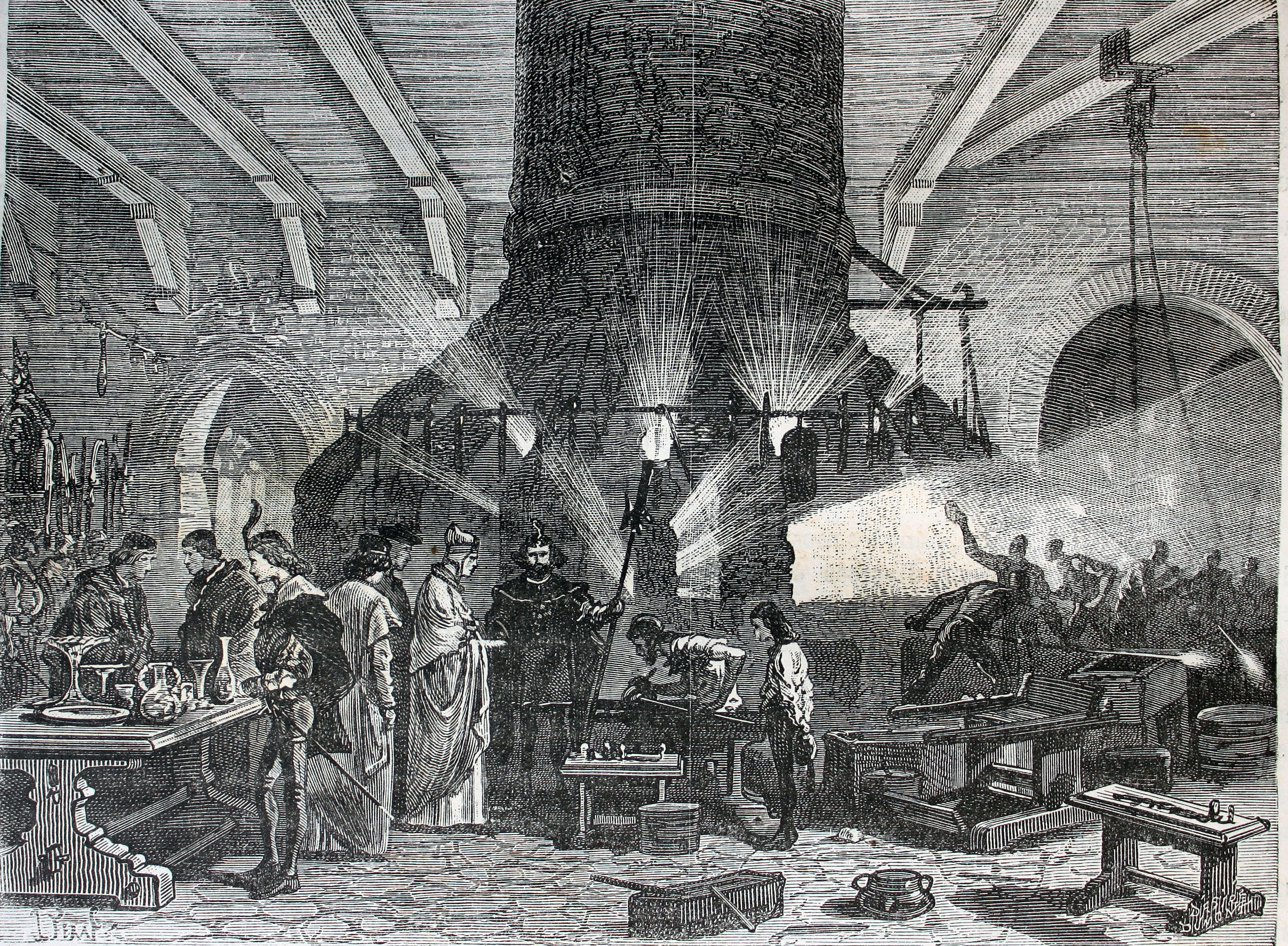
Een doge van Venetië bezoekt een glasblazerij in Murano

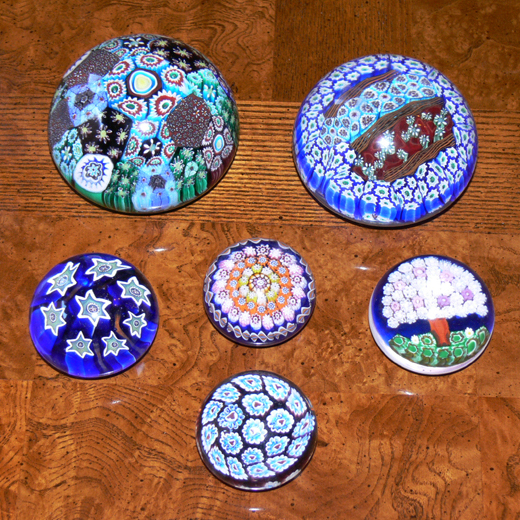
Glazen presse-papiers van Muranoglas

Muranoglas is glas gemaakt in Murano of volgens de ambachtelijke tradities van dit eiland van Venetië.

## Geschiedenis
In 1291 werden alle glasblazers uit Venetië gedwongen om te verhuizen naar Murano, vanwege het brandrisico. Ook werd wel gezegd dat het de bedoeling was de geheimen van het glasblazen op die manier beter te beveiligen. Op straffe des doods was het glasblazers verboden om hun kunst door te vertellen; deze mensen leefden als gevangenen op het eiland. Murano werd beroemd om het glaswerk en ook om de spiegels. Ook werd op Murano het Aventurijnglas uitgevonden. Later werd het eiland beroemd om zijn kandelaars. 
In de achttiende eeuw nam de industrie af, doordat de glaskunst in Bohemen opkwam. Maar ook aan het begin van de eenentwintigste eeuw is glas nog de belangrijkste industrie op Murano. Een bekende ondernemer-kunstenaar van Muranoglas was Archimede Seguso (1909-1999).